# Course en sac

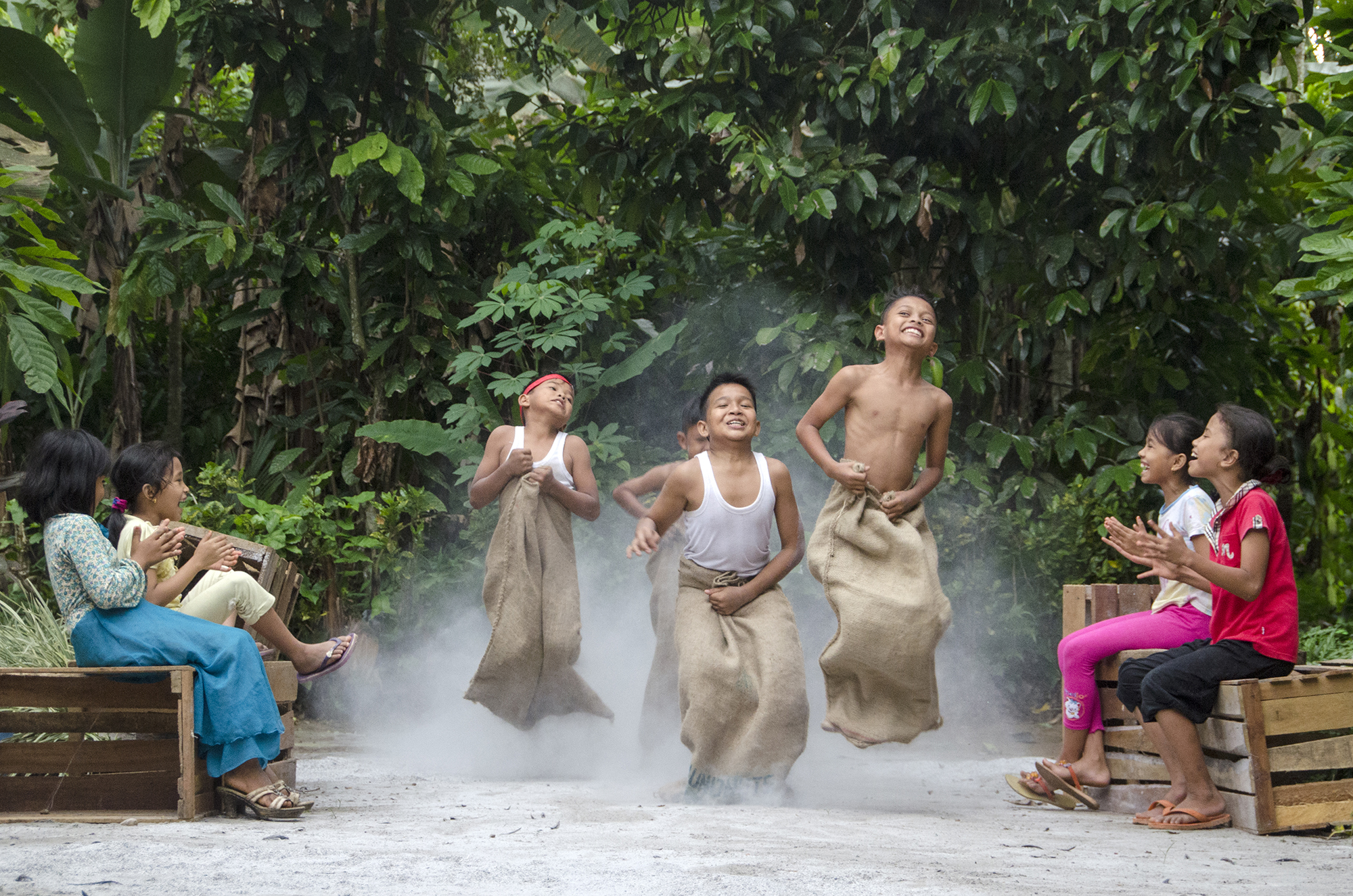
Des enfants indonésiens s'affrontant lors d'une course en sac.

La course en sac est un jeu sportif prenant la forme d'une course à pied dans laquelle chaque participant a les deux jambes placées dans un même sac, ce qui rend le déplacement malaisé et oblige à sautiller.

## Modalités
Les participants placent leur deux jambes jusqu'à la taille, voire leurs corps entier avec seule la tête visible, dans un même sac, typiquement en toile de jute. Alignés sur la ligne de départ, ils attendent le signal de l'arbitre pour s'élancer sur la piste. Le sac entrave leurs mouvements et les empêche de courir, les contraignant à faire de petits sauts pour se déplacer. Le premier qui passe la ligne d'arrivée gagne la course.
Il n'y a pas de distance fixe, et des obstacles peuvent être ajoutés sur le chemin.

## Histoire
De nos jours, la course en sac est davantage considérée comme une activité ludique, en particulier destinée aux enfants, bien qu'elle ait été prise tout à fait au sérieux aux États-Unis à la fin du XIXe siècle, et qu'elle fut par exemple incluse dans un guide des sports danois de 1893. Selon Eichberg, le fait qu'elle ne soit pas ou plus considérée comme un sport vient du fait qu'elle ne rentre pas dans le schéma rationnel temps–espace–résultats servant de paradigme au sport, mais qu'elle fait au contraire la part belle au grotesque, au trébuchement, à l'amusement.
Elle fait l'objet d'un des premiers films des Frères Lumière en 1896 (no 109 au catalogue),.

## Galerie

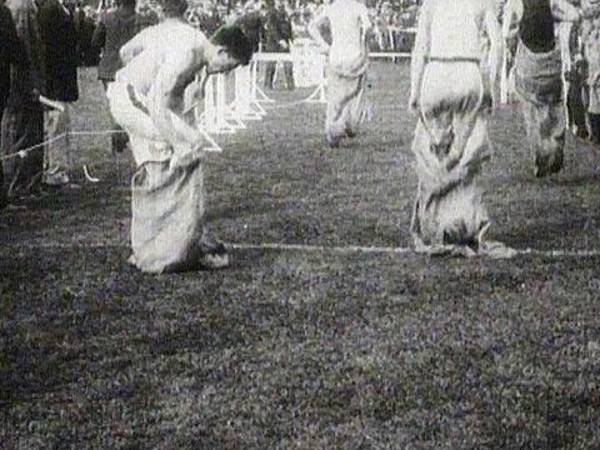
Course en sac aux  Jeux olympiques de 1904 à Saint-Louis (elle n'était cependant pas un sport olympique).
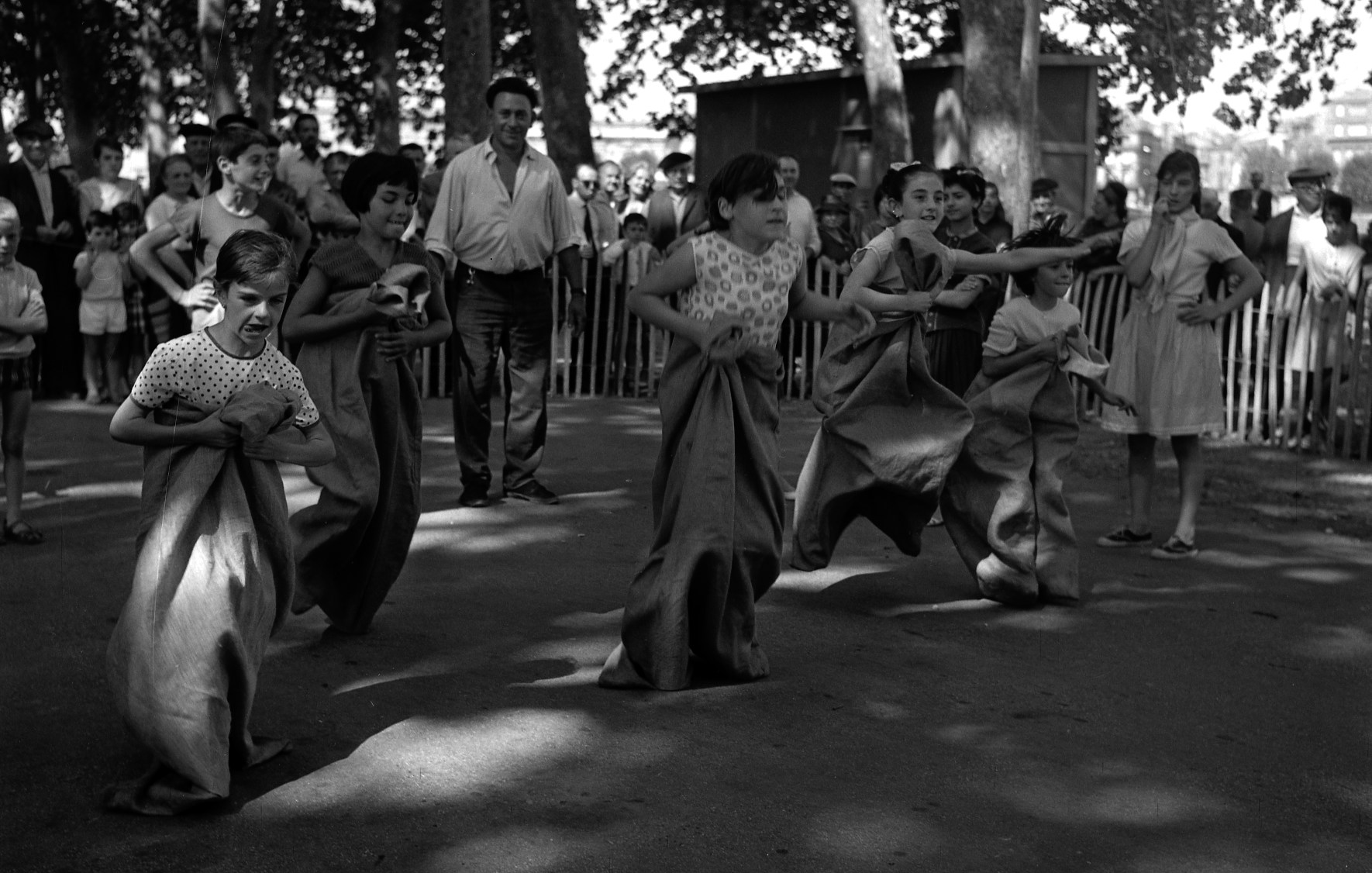
Course en sac à Toulouse en 1965 lors des festivités du 14 juillet.
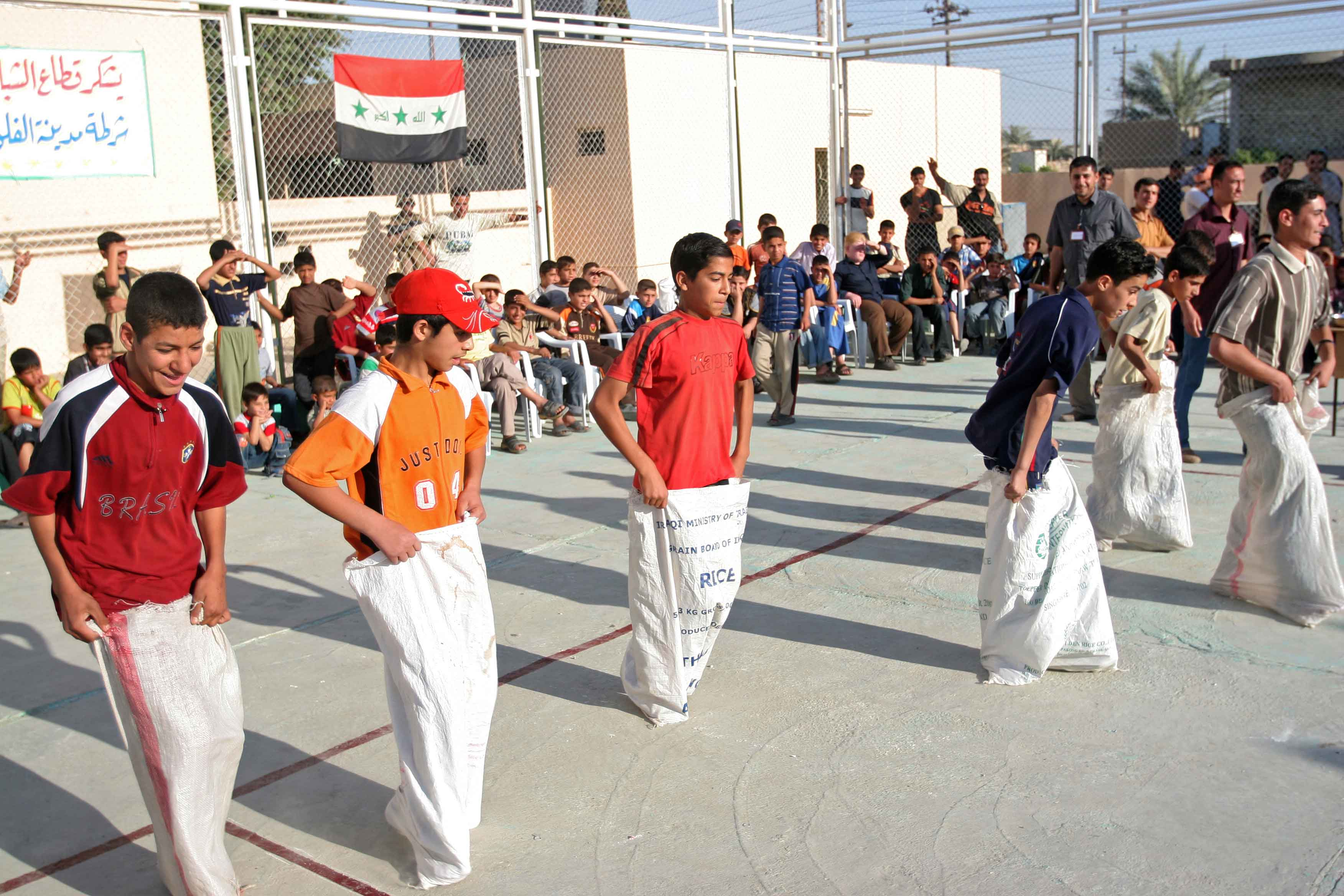
Groupe d'enfants participant à une course en sac, à Falloujah en Irak, en 2008.
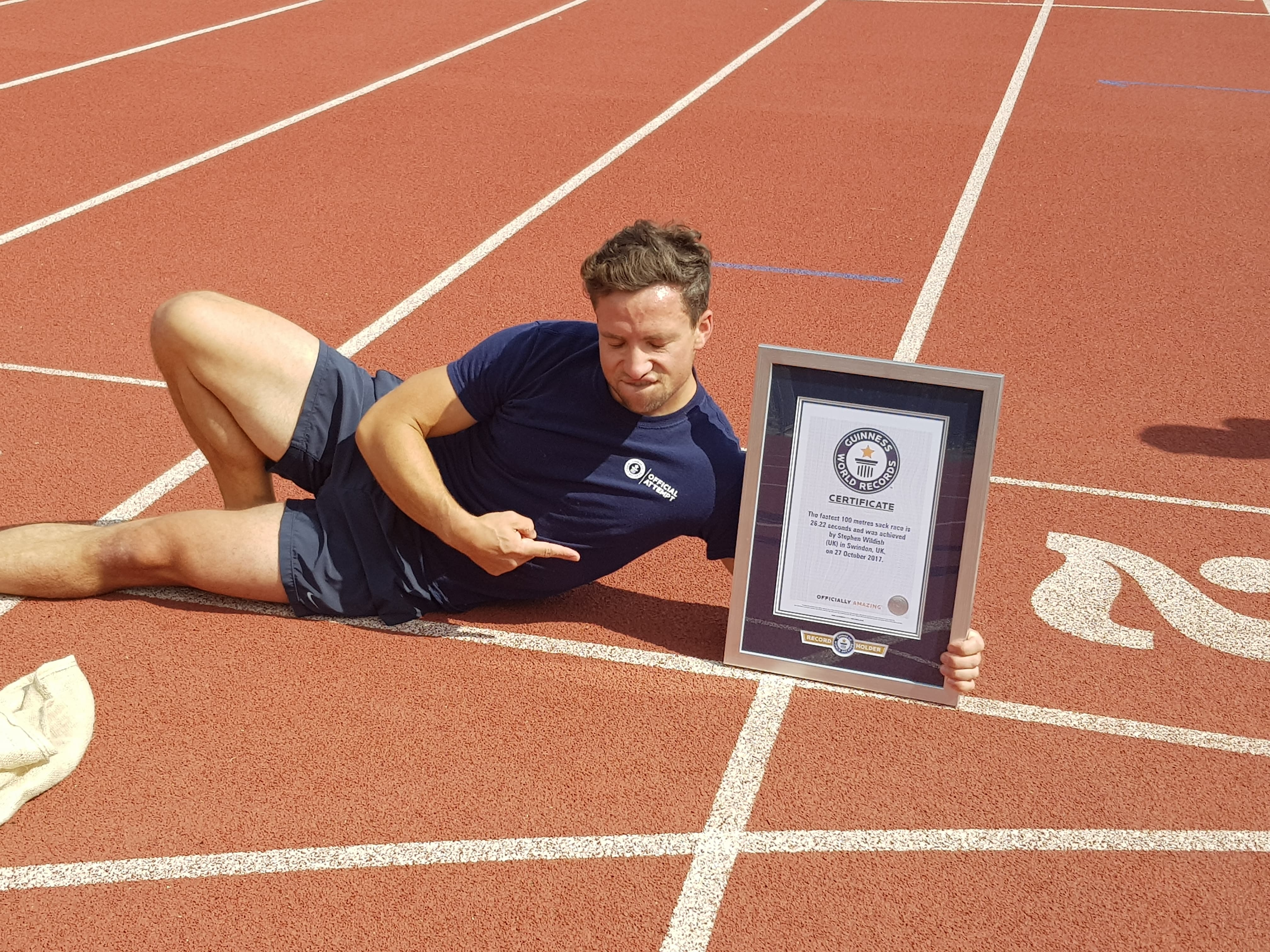
Stephen Wildish et son certificat du Guinness World Records pour son record du monde au 100 mètres en sac (26,22 s en 2017)[6],[7].